# Friedrich Thimme
Friedrich Wilhelm Karl Thimme (* 12. Februar 1868 in Crimderode; † Juni 1938 bei Berchtesgaden) war ein deutscher Historiker und politisch einflussreicher Publizist.

## Leben
Nach dem Abitur 1887 studierte der Sohn des evangelischen Pfarrers Gottfried Wilhelm Thimme Geschichte und Staatswissenschaften an der Universität Göttingen. Er hatte zehn Geschwister, sein Bruder Wilhelm wurde Pastor und Hochschullehrer, die Schwester Magdalene Pädagogin. 1892 promovierte Friedrich Thimme in Göttingen mit einer Arbeit über „Die inneren Zustände des Kurfürstentums Hannover unter der französisch-westphälischen Herrschaft“, mit der er auch einen hochdotierten Preis der Beneke-Stiftung gewann. Dennoch scheiterte sein Versuch, sich in Göttingen zu habilitieren. Nachdem ihm somit eine Professorenlaufbahn verschlossen blieb, forschte er als Privatgelehrter zur preußischen Geschichte des 19. Jahrhunderts. Ab 1902 war er hauptberuflich bei der Stadtbibliothek Hannover angestellt, 1913 wurde er – wohl durch Vermittlung seines Freundes Friedrich Meinecke – zum Leiter der Bibliothek des Preußischen Herrenhauses berufen.
Aufsehen erregte der – durch sein Elternhaus und seine bisherige Laufbahn – konservativ-protestantisch geprägte Thimme im Ersten Weltkrieg, als er gemeinsam mit dem Gewerkschaftsführer Carl Legien den Sammelband Die Arbeiterschaft im Neuen Deutschland herausgab. Dieses Buch, das je zur Hälfte von bürgerlichen Gelehrten und von führenden Funktionären der SPD und der Freien Gewerkschaften verfasst worden war, erschien 1915 als publizistisches Symbol für die „Volksgemeinschaft“ während des Krieges, die er auch in zahlreichen Aufsätzen immer wieder beschwor. Im Gegensatz zu vielen anderen bürgerlich-konservativen Politikern und Gelehrten hielt Thimme auch über den Krieg hinaus an diesem Ideal gesamtgesellschaftlicher Harmonie fest.

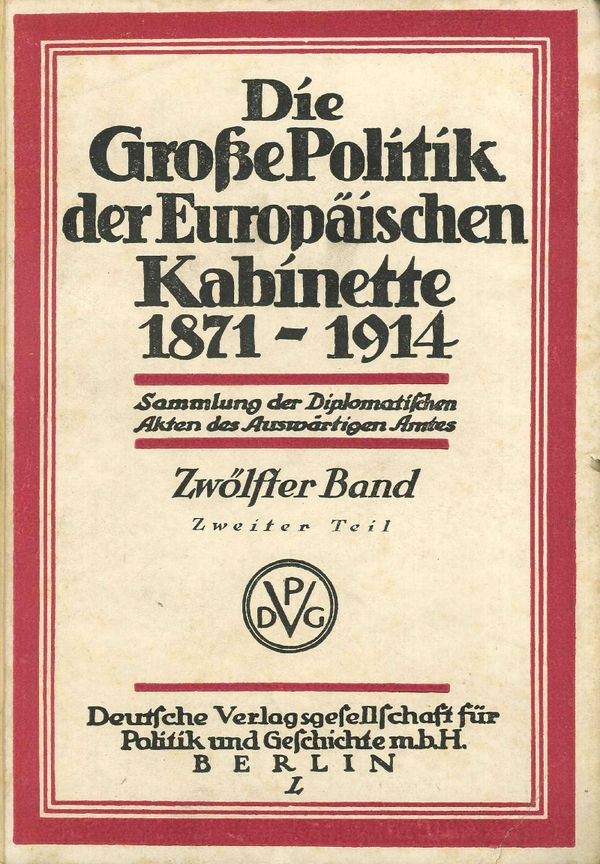
Die Große Politik, Band 12,2 (1922)

Wie Meinecke wurde er „vom Herzensmonarchisten zum Vernunftrepublikaner“ und stand in der Weimarer Republik den liberalen Parteien nahe. 1920 wurde er Leiter der Bibliothek des Reichstags, den Großteil seiner Arbeitszeit verwendete er jedoch auf die Bearbeitung der „Deutschen Dokumente zum Kriegsausbruch 1914“. Von der Reichsregierung ursprünglich als „Weißbuch“ zur Rechtfertigung Deutschlands in der Kriegsschuldfrage geplant, erschienen unter dem Titel „Die Große Politik der Europäischen Kabinette“ unter der Herausgeberschaft Johannes Lepsius, Albrecht Mendelssohn Bartholdys und Thimmes vierzig Bände zur Außenpolitik der Vorkriegszeit.
Seine Kommentare zu diesen Dokumenten sowie seine sonstige publizistische Tätigkeit zeigten Thimme als stolzen und patriotischen Deutschen. Wie bei dem mit ihm vertrauten Gustav Stresemann blieb sein Nationalismus jedoch frei von Chauvinismus und Rassismus. So machte Thimme 1926 Ernst Jünger den Vorwurf, dass dessen „Nationalismus und Antisemitismus in der Vernichtung und Ausrottung der Deutschen ‚jüdischer Rasse‘ enden könnte.“ Thimme war 1932 federführend an einem gegen Adolf Hitler gerichteten Aufruf zur Wahl Paul von Hindenburgs beteiligt; nach der „Machtergreifung“ trat er aus Protest gegen die Deutschen Christen aus der hannoverschen Landeskirche aus.
Im Alter von siebzig Jahren kehrte Thimme 1938 von einer Bergwanderung auf den Watzmann nicht wieder zurück. Sein Leichnam wurde einige Wochen später gefunden.
Kinder von Friedrich Thimme sind der deutsch-amerikanische Kunsthistoriker und Archäologe Diether Thimme (1910–1978), der Archäologe Jürgen Thimme (1917–2010) sowie die Historikerin Annelise Thimme (1918–2005).

## Schriften (Auswahl)
- Die Okkupation des Kurfürstentums Hannover durch die Preußen im Jahre 1806. Göttingen 1893.
- Maximilian Harden am Pranger. Flugschriften der "Neuen Woche", Nr. 1. Verlag der "Neuen Woche" Maximilian Goerlich, Berlin 1919.
- Die Aktenpublikation des Auswärtigen Amtes. Beiträge zu ihrer Entstehungsgeschichte. Dt. Verlagsges. für Politik und Geschichte, Berlin 1924.